# Sjörups landskommun
Sjörups landskommun var en tidigare kommun i dåvarande Malmöhus län.

## Administrativ historik
Kommunen bildades i Sjörups socken i Ljunits härad i Skåne när 1862 års kommunalförordningar trädde i kraft.
Vid kommunreformen 1952 uppgick kommunen i Ljunits landskommun som uppgick 1971 i Ystads kommun.

## Politik

### Mandatfördelning i Sjörups landskommun 1938-1946
| 10 | 10 |

| 18 |

| 12 | 8 |

| 20 |

| 11 | 9 |

| 20 |